# Hausach
Hausach (tiếng Đức: [ˈhaʊzax] ⓘ; Alemannic thấp: Huusä) là một thị trấn nằm ở huyện Ortenaukreis, phía tây bang Baden-Württemberg, Đức.